# Abwasserverordnung
Die Abwasserverordnung regelt die Mindestanforderungen, die für Erlaubnisse zum Einleiten von Abwasser in Gewässer festzusetzen sind. In zahlreichen Anlagen werden dabei für bestimmte Bereiche Regelungen getroffen. Zudem konkretisiert sie das Analyse- und Messverfahren.
Die Abwasserverordnung löste 1997 die Abwasserherkunftsverordnung vom 3. Juli 1987 (BGBl. I S. 1578) und die Rahmen-Abwasser-Verwaltungsvorschrift (Rahmen-AbwasserVwV) ab. Die Anhänge der Rahmenabwasserverwaltungsvorschrift wurden in Anhänge der Abwasserverordnung umgewandelt. Hintergrund ist, dass eine Verwaltungsvorschrift nur die Verwaltung und nicht den Bürger bindet und deshalb die Umsetzung von EU-Richtlinien nur durch ein Gesetz oder eine Verordnung erfolgen kann.